# Jesenice (stacja kolejowa w Słowenii)
Jesenice – stacja kolejowa w Jesenicach, w Słowenii. Znajduje się na linii Lublana – Jesenice oraz Jesenice – Sežana. Jest obsługiwana przez Slovenske železnice.